# Équipe d'Ellan Vannin de football
Maillots
L'équipe d'Ellan Vannin de football, est une équipe bis de l'équipe d'île de Man. Son nom est en mannois, elle est constituée par une sélection des meilleurs joueurs mannois sous l'égide de la Manx International Football Alliance, fondée en 2013. Elle est membre de la ConIFA depuis 2014. À ce titre, elle participe à ses compétitions internationales.
Le 6 avril 2014, l’Île de Man participe à un premier match amical face à Monaco devant plus de 1 100 spectateurs, l'Ellan Vannin écrase et remporte la rencontre 10 à 0,,.
Elle termine deuxième de la Coupe du monde de football ConIFA 2014, en étant battue en finale par le Comté de Nice aux tirs au but 0-0 (t.a.b: 5-3). L'année suivante, elle termine troisième de la Coupe d'Europe de football ConIFA 2015, battant la Haute-Hongrie aux tirs au but 1-1(t.a.b: 5-3).

## Histoire

### Des débuts réussi (2014-2017)
Coupe du monde de football ConIFA 2014
Le 1er juin 2014, l’Île de Man remporte sa première rencontre au mondiale face au Haut-Karabagh 3 à 2. Le 2 juin 2014, l’Île de Man remporte sa seconde rencontre face au Comté de Nice 4 à 2. Le 4 juin 2014, l’île de Man remporte sa rencontre de quart de finale face au Kurdistan aux tirs au but 1-1 (4-2),,. Le 6 juin 2014, l’Île de Man remporte sa demi finale face à la sélection Araméenne 4 à 1,,. Le 8 juin 2014, l’Île de Man perd sa finale face au Comté de Nice aux tirs au but, terminant ainsi à la deuxième place,,,.
Six mois plus tard, le 30 décembre 2014, au Stade du TOAC à Toulouse en France, l'Île de Man rencontre et perd un match amical face à l'Occitanie sur un score de 1-5,.
Coupe Niamh Challenge 2015
La Coupe Niamh Challenge 2015 sert de qualification à la Coupe du monde de football ConIFA 2016, le vainqueur participera automatiquement à la seconde édition de la Coupe du monde de football ConIFA. Le 30 mai 2015, l’Île de Man affronte est remporte sa rencontre face au Pendjab, l’Île de Man écrase le Pendjab 8 à 1. Le 31 mai 2015, l’île de Man rencontre en finale la Haute-Hongrie, elle remporte la rencontre 3 à 1.
Coupe d'Europe de football ConIFA 2015
L’Île de Man est choisie pour être l’hôte de la première Coupe d'Europe de football ConIFA 2015,. Le 18 juin 2015 au Stade d'Oláh Gábor utca à Debrecen, l'Île de Man rencontre et bat les Roms 3-1, lors de son premier match,. Le 19 juin 2015, l'Île de Man rencontre et perd sa seconde rencontre face à la Padanie 0-1. Le 20 juin 2015, l'Île de Man perd sa demi finale face au Comté de Nice 1-3. Le 21 juin 2015, l'Île de Man remporte le match pour la troisième place face à la Haute-Hongrie 1-1 (5-3). 
Europeada 2016
En 2016, l'association d’Île de Man lance une campagne de financement participatif pour contribuer au budget de la sélection masculine à l'Europeada 2016.
L’Île de Man ne participera donc pas à la seconde Coupe du monde de football ConIFA,. Le 19 juin 2016 à Valdaora, l'Île de Man affronte le Tyrol du Sud est perd la rencontre 0-3,. Le 20 juin 2016 à Villabassa, l'Île de Man affronte le Frisons du nord est perd la rencontre 2-3. Le 21 juin 2016 à Valdaora, l'Île de Man affronte la Haute-Silésie est gagne la rencontre 2-0. Le 24 juin 2016 à Valle Aurina, l'Île de Man affronte les Roms de Hongrie est remporte le match 3-0. Le 24 juin 2016 à Valle Aurina, l'Île de Man affronte Puschtra est remporte le match 3-2 terminant ainsi à la 15e place.
Coupe d'Europe de football ConIFA 2017
Le 27 mai 2017, l’Île de Man organise un match amical de préparation avant sa participation à l'Euro 2017. Elle rencontre le club Stockport Town FC, qu'elle vaincra sur un score de 7 à 0.
Le 5 juin 2017, en match d'ouverture, l’Île de Man perd sa première rencontre face à la Padanie 1 à 0. Le 6 juin 2017, l’Île de Man remporte sa seconde rencontre face à la Haute-Hongrie 1 à 0. Le 7 juin 2017, l'Ile de Man perd sa 3e rencontre de groupe face au Pays sicule 4 à 2. Le 9 juin 2017, l’Île de Man participe au match pour la cinquième place face au Karpatalja, la rencontre se termine par un match nul 3 à 3, l’Île de Man remporte la cinquième place aux tirs au but 5 à 4.
Coupe Niamh Challenge 2017
En 2017, l’Île de Man participe à la seconde édition Niamh Challenge Cup,. Le 12 août 2017, l'Ile de Man remporte sa rencontre face à Barawa 6 à 2. Le 13 août 2017, l'Ile de Man remporte est écrase les Chagos 14 à 0.

### Controverses et retrait (2018-)
Coupe du monde de football ConIFA 2018
Matchs de préparation : Le 28 janvier 2018, l’Île de Man participe à un match amical face à la sélection de Yorkshire devant 500 spectateurs, la rencontre se termine sur score nul de 1 à 1,,,. Le 29 avril 2018, l’Île de Man participera à son second match de préparation avant Coupe du monde de football ConIFA 2018. Kieran Tierney joueur de la sélection d'Écosse a décliné l'invitation de l'île de Man afin de participer au 3e mondial de la ConIFA, mais laisse une possibilité dans les années à venir.
Tirage au sort : L’Île de Man finaliste de la première édition en 2014 fera partie du groupe A avec l’hôte du tournoi Barawa, îlam tamoul onzième lors de la première édition et pour la première fois la Cascadie.
Matchs de groupe A : Le 31 mai 2018 au Gander Green Lane, à Sutton, l'Île de Man à remporté sa première rencontre face à la Cascadie 4-1. Le 2 juin 2018 au Colston Avenue à Carshalton, l'Île de Man à remporté sa seconde rencontre face à l'îlam tamoul 2-0,. Le 3 juin 2018 au Coles Park à Tottenham, l'île de Man a perdu sa dernière rencontre face à Brava 0-2.
Controverses : Après la fin de la phase de groupes, l’Île de Man a protesté contre le fait que la sélection de Barawa ait pu remplacer son équipe après le début du tournoi, apparemment en contradiction avec les règles du tournoi. L'ajout du joueur, Mohamed Bettamer, un ancien international libyen, a été autorisé par la ConIFA, qui a déclaré que c'était un changement de règle, mais qui n'a pas informé les 15 autres équipes de la compétition, qui avaient soumis leurs propres listes d'effectif selon le livre de règles publié avant le tournoi. L’Île de Man a lancé un appel contre la mise en service d'un joueur apparemment inéligible par l'équipe de Brava, qui, lors d'une première réunion du comité du tournoi, a été confirmée, avant d'être annulée par la suite. En conséquence, l’Île de Man s'est retiré du reste du tournoi,, et le Tibet, son adversaire du premier tour de classement, s'est vu attribuer une victoire 3-0. Leur place dans les installations restantes ont été prises par la sélection de l'Archipel des Chagos. Le 7 juin 2018, une réunion du Comité exécutif de la ConIFA a décidé d'expulser provisoirement la Manx Independent Football Alliance de l'organisation, sous réserve de ratification lors de l'Assemblée générale annuelle de janvier 2019.

## Parcours dans les compétitions internationales
Coupe du monde de football ConIFA
| Année | Position                                                  | Match                                                     | Victoire                                                  | Nul                                                       | Défaite                                                   | but marqué                                                | but encaissé                                              |                                                           |
| ----- | --------------------------------------------------------- | --------------------------------------------------------- | --------------------------------------------------------- | --------------------------------------------------------- | --------------------------------------------------------- | --------------------------------------------------------- | --------------------------------------------------------- | --------------------------------------------------------- |
| 2014  | 2e                                                        | 5                                                         | 3                                                         | 2                                                         | 0                                                         | 12                                                        | 6                                                         |                                                           |
| 2016  | Ne participe pas                                          | Ne participe pas                                          | Ne participe pas                                          | Ne participe pas                                          | Ne participe pas                                          | Ne participe pas                                          | Ne participe pas                                          | Ne participe pas                                          |
| 2018  | X                                                         | 3                                                         | 2                                                         | 0                                                         | 1                                                         | 6                                                         | 3                                                         |                                                           |
| 2020  | Annulée en raison de la pandémie de maladie à coronavirus | Annulée en raison de la pandémie de maladie à coronavirus | Annulée en raison de la pandémie de maladie à coronavirus | Annulée en raison de la pandémie de maladie à coronavirus | Annulée en raison de la pandémie de maladie à coronavirus | Annulée en raison de la pandémie de maladie à coronavirus | Annulée en raison de la pandémie de maladie à coronavirus | Annulée en raison de la pandémie de maladie à coronavirus |

Coupe d'Europe de football ConIFA
| Année | Position     | Match        | Victoire     | Nul          | Défaite      | but marqué   | but encaissé |
| ----- | ------------ | ------------ | ------------ | ------------ | ------------ | ------------ | ------------ |
| 2015  | 3e           | 4            | 1            | 1            | 2            | 5            | 6            |
| 2017  | 5e           | 4            | 1            | 1            | 2            | 6            | 8            |
| 2019  | Non présente | Non présente | Non présente | Non présente | Non présente | Non présente | Non présente |
| 2021  | -            | -            | -            | -            | -            | -            | -            |

Europeada
| Année | Position         | Match            | Victoire         | Nul              | Défaite          | but marqué       | but encaissé     |                  |
| ----- | ---------------- | ---------------- | ---------------- | ---------------- | ---------------- | ---------------- | ---------------- | ---------------- |
| 2008  | Ne participe pas | Ne participe pas | Ne participe pas | Ne participe pas | Ne participe pas | Ne participe pas | Ne participe pas | Ne participe pas |
| 2012  | Ne participe pas | Ne participe pas | Ne participe pas | Ne participe pas | Ne participe pas | Ne participe pas | Ne participe pas | Ne participe pas |
| 2016  | 14e              | 4                | 2                | 0                | 2                | 4                | 6                |                  |
| 2021  | -                | -                | -                | -                | -                | -                | -                |                  |

Coupe Niamh Challenge
| Année | Position | Match | Victoire | Nul | Défaite | but marqué | but encaissé |
| ----- | -------- | ----- | -------- | --- | ------- | ---------- | ------------ |
| 2015  | 1er      | 2     | 2        | 0   | 0       | 11         | 2            |
| 2017  | 1er      | 2     | 2        | 0   | 0       | 19         | 2            |

## Rencontres

### Matches internationaux
Le tableau suivant liste les rencontres de l'Équipe d'Ellan Vannin de football
| No | Date             | Lieu                                             | Ruthénie   | Adversaire              | Score       | Compétition                            | Buteur(s) pour l'Ellan Vannin | Buteur(s) pour l'adversaire                               | Rapport   |
| -- | ---------------- | ------------------------------------------------ | ---------- | ----------------------- | ----------- | -------------------------------------- | --- | --------------------------------------------------------- | --------- |
| 1  | 6 avril 2014     | The Bowl Douglas Île de Man                      | Île de Man | Monaco                  | V 10-0      | Amical                                 | Ciaran McNulty 1re, Calum Morrissey 2e ? 45e, Julian Ringham ?, Sean Quaye 66e, Chris Bass Jr 69e, Joey Morling ?, Sam Caine ?          |                                                           | (Rapport) |
| 2  | 1er juin 2014    | Jämtkraft Arena Östersund Suède                  | Île de Man | Haut-Karabagh           | V 3-2       | Coupe du monde de football ConIFA 2014 | Ciaran McNulty 41e, Antony Moore 88e, Frank Jones 90e                                                                                   | 27e 31e Mihran Manasyan                                   | (Rapport) |
| 3  | 2 juin 2014      | Jämtkraft Arena Östersund Suède                  | Île de Man | Comté de Nice           | V 4-2       | Coupe du monde de football ConIFA 2014 | Calum Morrissey 16e 31e 35e, Daniel Bell 87e                                                                                            | 37e Frank Delerue, 74e Malik Tchokounte                   | (Rapport) |
| 4  | 4 juin 2014      | Jämtkraft Arena Östersund Suède                  | Île de Man | Kurdistan               | N 1-1 (4-2) | Coupe du monde de football ConIFA 2014 | Seamus Sharkey 80e | 23e Khaled Mushir                                         | (Rapport) |
| 5  | 6 juin 2014      | Jämtkraft Arena Östersund Suède                  | Île de Man | Araméens                | V 4-1       | Coupe du monde de football ConIFA 2014 | Frank Jones 23e, Jack McVey 60e, Chris Bass Jr 70e, Ciaran McNulty 72e                                                                  | 9e Rabi Mourad                                            | (Rapport) |
| 6  | 4 juin 2014      | Jämtkraft Arena Östersund Suède                  | Île de Man | Comté de Nice           | N 0-0 (3-5) | Coupe du monde de football ConIFA 2014 | |                                                           | (Rapport) |
| 7  | 30 décembre 2014 | Stade du TOAC Toulouse France                    | Île de Man | Occitanie               | P 1-5       | Amical                                 | Calum Morrissey 75e | 50e 62e 76e Delpech, 40e Gabriel, 44e F. Fitte            | (Rapport) |
| 8  | 30 mai 2015      | The Bowl Douglas Île de Man                      | Île de Man | Pendjab                 | V 8-1       | Coupe Niamh Challenge 2015             | Sean Quaye ? , Frank Jones ? , Ciaran McNulty ?, Conor Doyle ?, Furo Davies ?, Liam Doyle ?                                             |                                                           | (Rapport) |
| 9  | 31 mai 2015      | The Bowl Douglas Île de Man                      | Île de Man | Haute-Hongrie           | V 3-1       | Coupe Niamh Challenge 2015             | Seamus Sharkey ?, Frank Jones ?, Chris Bass Jr ?                                                                                        | ? Dalnoky Attila                                          | (Rapport) |
| 10 | 18 juin 2015     | Stade d'Oláh Gábor utca Debrecen Hongrie         | Île de Man | Roms                    | V 3-1       | Coupe d'Europe de football Conifa 2015 | Seamus Sharkey 11e, Frank Jones 49e, Chris Bass Jr 55e                                                                                  | 29e I.Irhas                                               | (Rapport) |
| 11 | 19 juin 2015     | Stade d'Oláh Gábor utca Debrecen Hongrie         | Île de Man | Padanie                 | P 0-1       | Coupe d'Europe de football Conifa 2015 | | ? Prandelli                                               | (Rapport) |
| 12 | 20 juin 2015     | Stade d'Oláh Gábor utca Debrecen Hongrie         | Île de Man | Comté de Nice           | P 1-3       | Coupe d'Europe de football Conifa 2015 | Frank Jones ? | ? Delerue, ? Floridi, ? Girand                            | (Rapport) |
| 13 | 21 juin 2015     | Stade d'Oláh Gábor utca Debrecen Hongrie         | Île de Man | Haute-Hongrie           | N 1-1 (5-3) | Coupe d'Europe de football Conifa 2015 | Chris Bass Jr ? | ? Magyar                                                  | (Rapport) |
| 14 | 19 juin 2016     | Valdaora Italie                                  | Île de Man | Tyrol du Sud            | P 0-3       | Europeada 2016                         | | 20e Peter Mair, 69e Stefan Pareiner, 77e Thomas Piffrader | (Rapport) |
| 15 | 20 juin 2016     | Villabassa Italie                                | Île de Man | Frisons du nord         | P 2-3       | Europeada 2016                         | Frank Jones ?, Sean Doyle ? | 40e Lasse Paulsen                                         | (Rapport) |
| 16 | 21 juin 2016     | Valdaora Italie                                  | Île de Man | FC DFK Haute-Silésie    | V 2-0       | Europeada 2016                         | Sean Doyle 43e 54e |                                                           | (Rapport) |
| 17 | 24 juin 2016     | Valle Aurina Italie                              | Île de Man | Roms de Hongrie         | V 3-0       | Europeada 2016                         | Sean Doyle ?, Sam Caine ? |                                                           | (Rapport) |
| 18 | 25 juin 2016     | Valle Aurina Italie                              | Île de Man | Puschtra                | V 3-2       | Europeada 2016                         | Joseph Morling 19e, Sam Caine 29e, Sean Doyle 61e                                                                                       | 50e Rainer Philipp, 59e Niederkofler Julian               | (Rapport) |
| 19 | 27 mai 2017      | Stockport Sports Village Stockport Angleterre    | Île de Man | Stockport Town FC       | V 7-0       | Amical                                 | Sean Doyle ? , San Simpson ?, Ste Whitley ?, Sean Quay ?, Liam Cowin ?, ? ?                                                             |                                                           | (Rapport) |
| 20 | 5 juin 2017      | Stade Zafer de Morphou Chypre du Nord            | Île de Man | Padanie                 | P 0-1       | Coupe d'Europe de football Conifa 2017 | | Andrea Rota 70e                                           | (Rapport) |
| 21 | 6 juin 2017      | Stade Zafer de Morphou Chypre du Nord            | Île de Man | Haute-Hongrie           | V 1-0       | Coupe d'Europe de football Conifa 2017 | 52e Chris Bass Jr |                                                           | (Rapport) |
| 22 | 7 juin 2017      | Stade 20 Temmuz de Kyrenia Chypre du Nord        | Île de Man | Pays sicule             | P 2-4       | Coupe d'Europe de football Conifa 2017 | Mcnulty Ciaran 79e 86e | 13e 36e 69e 75e Barna Bajko                               | (Rapport) |
| 23 | 9 juin 2017      | Stade Zafer de Morphou Chypre du Nord            | Île de Man | Ruthénie subcarpathique | N 3-3 (5-4) | Coupe d'Europe de football Conifa 2017 | Liam Cowin 23e, Chris Cannell 61e, Sean Doyle 83e                                                                                       | 2e (csc) Marc Kelly, 30e Norbert Fodor, 61e Tibor Kész    | (Rapport) |
| 24 | 12 août 2017     | Cole Park White Hart Lane Londres Angleterre     | Île de Man | Brava                   | V 6-2       | Coupe Niamh Challenge 2017             | Calum Morrissey ? , Mike Williams ?, Lee Gale ?, Shaun Kelly ?                                                                          |                                                           | (Rapport) |
| 25 | 13 août 2017     | Cole Park White Hart Lane Londres Angleterre     | Île de Man | Archipel des Chagos     | V 14-0      | Coupe Niamh Challenge 2017             | Lee Gale ? , Frank Jones ? , Ste Whitley ? , Shaun Kelly ?, Phil Knox ?, Alex Holden ?, Joel Ibanez ?, Declan Sharkey 72e, Karl Clark ? |                                                           | (Rapport) |
| 26 | 28 janvier 2018  | Yorkshire NU Builds Stadium Yorkshire Angleterre | Île de Man | Yorkshire               | N 1-1       | Amical                                 | Furo Davies ? | Jordan Coduri ?                                           | (Rapport) |
| 27 | 29 avril 2018    | Yorkshire NU Builds Stadium Yorkshire Angleterre | Île de Man | Pendjab                 | V 2-1       | Amical                                 | Lee Gale 22e, Dan Simpson ? |                                                           | (Rapport) |
| 28 | 31 mai 2018      | Gander Green Lane Sutton (Londres) Angleterre    | Île de Man | Cascadie                | V 4-1       | Coupe du monde de football ConIFA 2018 | Stephen Whitley 15e, Frank Jones 41e, Sam Caine 62e, Jack McVey 70e                                                                     | 18e Josh Doughty                                          | (Rapport) |
| 29 | 2 juin 2018      | Colston Avenue Carshalton Angleterre             | Île de Man | îlam tamoul             | V 2-0       | Coupe du monde de football ConIFA 2018 | Stephen Whitley 47e, Sam Caine 57e |                                                           | (Rapport) |
| 30 | 3 juin 2018      | Coles Park Tottenham Angleterre                  | Île de Man | Brava                   | P 0-2       | Coupe du monde de football ConIFA 2018 | | 40e Mohammed Bettamer, 56e Shaquille Ismail               | (Rapport) |

### Équipes rencontrées
Bilan d'île de Man face aux sélections affrontées
| Adversaire               | Joués | Victoires | Matchs nuls | Défaites | Buts pour | Buts contre |
| ------------------------ | ----- | --------- | ----------- | -------- | --------- | ----------- |
| Haute-Hongrie            | 3     | 2         | 1           | 0        | 5         | 2           |
| Comté de Nice            | 3     | 1         | 1           | 1        | 5         | 5           |
| Pendjab                  | 2     | 2         | 0           | 0        | 10        | 2           |
| Roms                     | 2     | 2         | 0           | 0        | 6         | 1           |
| Padanie                  | 2     | 0         | 0           | 2        | 0         | 2           |
| Monaco                   | 1     | 1         | 0           | 0        | 10        | 0           |
| Haut-Karabagh            | 1     | 1         | 0           | 0        | 3         | 2           |
| Kurdistan                | 1     | 0         | 1           | 0        | 1         | 1           |
| Araméens                 | 1     | 1         | 0           | 0        | 4         | 1           |
| Occitanie                | 1     | 0         | 0           | 1        | 1         | 5           |
| Tyrol du Sud             | 1     | 0         | 0           | 1        | 0         | 3           |
| Frisons du nord          | 1     | 0         | 0           | 1        | 2         | 3           |
| FC DFK Haute-Silésie     | 1     | 1         | 0           | 0        | 2         | 0           |
| Puschtra                 | 1     | 1         | 0           | 0        | 3         | 2           |
| Pays sicule              | 1     | 0         | 0           | 1        | 2         | 4           |
| Ruthénie subcarpathique  | 1     | 0         | 1           | 0        | 3         | 3           |
| Brava                    | 2     | 1         | 0           | 1        | 6         | 4           |
| Archipel des Chagos      | 1     | 1         | 0           | 0        | 14        | 0           |
| Yorkshire                | 1     | 0         | 1           | 0        | 1         | 1           |
| Cascadie                 | 1     | 1         | 0           | 0        | 4         | 1           |
| îlam tamoul              | 1     | 1         | 0           | 0        | 2         | 0           |
| Stockport Town F.C. (en) | 1     | 1         | 0           | 0        | 7         | 0           |
| Total                    | 30    | 17        | 5           | 8        | 92        | 42          |

## Classement

### Classement des meilleures buteurs
| 11 buts |                                                                                |
| Franck Jones Calum Morrissey |                                                                                |
| 9 buts |                                                                                |
| Ciaran McNulty |                                                                                |
| 6 buts |                                                                                |
| Lee Gale |                                                                                |
| 5 buts |                                                                                |
| Chris Bass Jr Sam Caine Stephen Whitley Furo Davies |                                                                                |
| 4 buts |                                                                                |
| Sean Doyle Sean Quaye |                                                                                |
| 3 buts |                                                                                |
| Dan Simpson |                                                                                |
| 2 buts |                                                                                |
| Seamus Sharkey Jack McVey Conor Doyle Liam Cowin Shaun Kelly |                                                                                |
| 1 but |                                                                                |
| \| Antony Moore Mike Williams Chris Cannell Liam Doyle Phil Knox Karl Clark \| Daniel Bell Alex Holden Joel Ibanez Joey Morling Declan Sharkey Julian Ringham \| |                                                                                |
| Antony Moore Mike Williams Chris Cannell Liam Doyle Phil Knox Karl Clark                                                                                         | Daniel Bell Alex Holden Joel Ibanez Joey Morling Declan Sharkey Julian Ringham |

## Personnalités de l'équipe d'Ellan Vannin de football

### Sélections
| Sélection 2014                        | Sélection 2014     |
| Club                                  | Nom                |
| ------------------------------------- | ------------------ |
| Gardien                               |                    |
| St Marys A.F.C. (en)                  | Max Thomas         |
| Laxey A.F.C. (en)                     | Andrew Perry       |
| Défenseur                             |                    |
| Ohio State Buckeyes men's soccer (en) | Alexander Harrison |
| Saint Georges AFC                     | Liam Cowin         |
| Saint Georges AFC                     | Julian Ringham     |
| Saint Georges AFC                     | Sean Quaye         |
| Saint Georges AFC                     | Seamus Sharkey     |
| Rushen UFC                            | Stephen Riding     |
| Milieu de terrain                     |                    |
| Ohio State Buckeyes men's soccer      | Liam Doyle         |
| Fairleigh Dickinson Knights           | Jack McVey         |
| Saint Francis Red Flash               | Antony Moore       |
| Saint Georges AFC                     | James McStay       |
| Saint Georges AFC                     | Sam Caine          |
| Saint Georges AFC                     | Frank Jones        |
| Saint Georges AFC                     | Chris Bass Jnr     |
| Peel AFC                              | Daniel Bell        |
| Peel AFC                              | Marc Kelly         |
| Attaquant                             |                    |
| Union Mills F.C. (en)                 | Joey Morling       |
| Saint Georges AFC                     | Calum Morrissey    |
| Saint Georges AFC                     | Ciaran McNulty     |
| Staff                                 | Nom                |
| Sélectionneur                         | Lee Dixon          |

| Sélection 2016                           | Sélection 2016      |
| Club                                     | Nom                 |
| ---------------------------------------- | ------------------- |
| Gardien                                  |                     |
| Corinthians A.F.C. (Isle of Man) (en)    | Glenn Walker        |
| Douglas Athletic F.C. (en)               | Mathew Quirk        |
| Union Mills F.C. (en)                    | Christian Cellamare |
| Défenseur                                |                     |
| Saint Georges AFC                        | Ben Bradley         |
| Saint Georges AFC                        | Alex Harrison       |
| Saint Georges AFC                        | Harry Weatherill    |
| Saint Georges AFC                        | Jack McVey          |
| Saint Georges AFC                        | Sam Caine           |
| Corinthians A.F.C. (Isle of Man) (en)    | Chris Cannell       |
| Laxey A.F.C. (en)                        | Tom Smith           |
| Milieu de terrain                        |                     |
| Saint Georges AFC                        | Connor Doyle        |
| Saint Georges AFC                        | Frank Jones         |
| Saint Georges AFC                        | Joey Morling        |
| St John's AFC                            | Rhys Oates          |
| St John's United AFC                     | Harry Rothwell      |
| Corinthians A.F.C. (Isle of Man) (en)    | Kane Ridings        |
| Corinthians A.F.C.                       | Sean Doyle          |
| Douglas High School Old Boys A.F.C. (en) | Joshua Thomas       |
| Attaquant                                |                     |
| Saint Georges AFC                        | Calum Morrisey      |
| Rushen United FC                         | Furo Davies         |
| Derry City FC                            | Declan Sharkey      |
| Staff                                    | Nom                 |
| Sélectionneur                            | Alan Rogers         |

| Sélection 2018,                       | Sélection 2018, |
| Club                                  | Nom             |
| ------------------------------------- | --------------- |
| Gardien                               |                 |
| Rushen United FC                      | Dean Kearns     |
| Saint Georges AFC                     | Andy Perry      |
| Défenseur                             |                 |
| Saint Georges AFC                     | Sam Caine       |
| Saint Georges AFC                     | Sean Quaye      |
| Saint Georges AFC                     | Julian Ringham  |
| Saint Georges AFC                     | Joel Ibañez     |
| Saint Georges AFC                     | Jack McVey      |
| Corinthians A.F.C. (Isle of Man) (en) | Cameron Lee     |
| Corinthians A.F.C. (Isle of Man) (en) | Darren Cain     |
| Sligo Rovers FC                       | Séamus Sharkey  |
| Milieu de terrain                     |                 |
| Rushen United FC                      | Mike Williams   |
| Corinthians A.F.C. (Isle of Man) (en) | Daniel Simpson  |
| Corinthians A.F.C. (Isle of Man) (en) | Ryan Burns      |
| Saint Georges AFC                     | Frank Jones     |
| Saint Georges AFC                     | Joey Morling    |
| Saint Georges AFC                     | Joey Quayle     |
| Peel AFC                              | Lee Gale        |
| Peel AFC                              | Dan Bell        |
| Bottesford Town F.C. (en)             | Alex Holden     |
| Attaquant                             |                 |
| Saint Georges AFC                     | Ciaran McNultey |
| Saint Georges AFC                     | Furo Davies     |
| Corinthians A.F.C. (Isle of Man) (en) | Stephen Whitley |
| Corinthians A.F.C. (Isle of Man) (en) | Sean Doyle      |
| Staff                                 | Nom             |
| Sélectionneur                         | Chris Bass Sr   |

### Sélectionneurs
| N°     | Sélectionneur        | Période       | Matchs | Gagnés | Nuls | Perdus | Gagnés % |
| ------ | -------------------- | ------------- | ------ | ------ | ---- | ------ | -------- |
| 1      | Lee Dixon,           | 2014-2015     | 13     | 7      | 3    | 3      | 53.84    |
| 2      | Alan Rogers          | 2016          | 5      | 3      | 0    | 2      | 60       |
| 3      | Christopher Bass Snr | 2017-en cours | 12     | 7      | 2    | 3      | 58.33    |
| Totals | Totals               | Totals        | 30     | 17     | 5    | 8      | 56.66    |

### Présidents de la Manx International Football Alliance
| N° | Nom               | Période       |
| -- | ----------------- | ------------- |
| 1  | Malcolm Blackburn | 2014-en cours |